# 이중 유전 이론
유전자-문화 공진화로도 알려진 이중 유전 이론(Dual inheritance theory, DIT)은 1960년대부터 1980년대 초까지 인간 행동이 서로 다른 상호 작용하는 두 가지 진화 과정의 산물 인 유전적 진화와 문화적 진화 의 산물임을 설명하기 위해 개발되었다. 이론의 중심 주장 중 하나는 문화가 부분적으로 진화론적 선택 과정을 통해 진화한다는 것인데, 이중 유전 이론가들은 종종 유전적 진화와 유사하게 묘사한다.
이러한 맥락에서 '문화'는 '사회적으로 학습된 행동'으로 정의되며, '사회적 학습'은 타인에게서 관찰된 행동을 모방하거나 타인에게 가르침을 받아 행동을 습득하는 것으로 정의된다. 사회적 학습은 모델의 행동(행동을 관찰한 사람)을 맹목적으로 모방하는 것을 포함하지만, 성공 편향(더 나은 것으로 인식되는 사람 모방), 상태 편향(더 높은 지위를 가진 사람 모방), 동질성(우리 자신과 가장 유사한 사람으로부터 복사)을 포함한 많은 잠재적 편견을 갖는 것으로 이해된다. 순응주의적 편향(더 많은 사람들이 수행하는 행동을 비례적으로 파악) 등 사회적 학습을 이해하는 것은 패턴 복제의 체계이며, 다른 사회적 학습된 문화적 변형을 위한 생존율이 다르다는 것을 이해하는 것은, 문화 진화의 진화적 구조를 형성한다.
유전적 진화는 상대적으로 잘 이해되기 때문에 대부분의 DIT는 문화적 진화와 문화적 진화와 유전적 진화 간의 상호 작용을 조사한다.

## 이론적 근거
DIT는 유전적, 문화적 진화가 호모 사피엔스의 진화에 상호작용했다고 주장한다. DIT는 유전형질을 자연스럽게 선택하는 것이 인간 행동의 진화에 있어 중요한 요소이며 문화적 특성이 유전적 필요성에 의해 제한될 수 있다는 것을 인정한다. 그러나, DIT는 또한 유전적 진화가 인류에게 문화적 진화의 평행 진화 과정을 부여했다는 것을 인정한다. DIT는 세 가지 주요 주장을 제기한다.

### 문화 역량은 적응이다
문화를 저장하고 전달하는 인간의 능력은 유전적으로 진화한 심리적 메커니즘에서 비롯되었다. 이것은 인간 종의 진화 동안 어떤 시점에서 누적된 문화적 진화를 이끄는 사회적 학습의 유형이 진화적으로 유리했다는 것을 암시한다.

### 문화는 진화한다
사회적 학습 과정은 문화적 진화를 일으킨다. 문화적 특성은 유전적 특성과는 다르게 전달되므로 행동 변이에 대한 인구 수준의 영향이 다르다.

### 유전자와 문화가 함께 진화한다
문화적 특성은 유전적 선택이 작동하는 사회적, 물리적 환경을 변화시킨다. 예를 들어, 농업과 낙농업의 문화적 채택은 인간에게 녹말과 락토스를 각각 소화하는 형질에 대한 유전적 선택을 일으켰다. 또 다른 예로, 문화가 적응력이 있게 되면 유전 적 선택이 문화 정보를 저장하고 전달하는 인지 구조의 개선을 초래했을 가능성이 있다. 이러한 개선은 문화가 저장되는 방식과 전파를 지배하는 편향에 더 많은 영향을 미쳤을 수 있다.

## 문화 진화에 대한 유전적 영향
유전자는 문화 학습에 대한 심리적 소인을 통해 문화 진화에 영향을 미친다. 유전자는 인간의 두뇌를 형성하는 데 필요한 많은 정보를 암호화한다. 유전자는 뇌의 구조를 제한하므로 뇌가 문화를 획득하고 저장하는 능력을 제한한다. 유전자는 또한 개인에게 특정 유형의 전파 편향을 부여 할 수 있다.

## 유전 진화에 대한 문화적 영향
문화는 집단의 유전자 빈도에 큰 영향을 미칠 수 있다.
가장 잘 알려진 예들 중 하나는 우유를 위해 소를 기른 오랜 역사를 가진 북유럽과 몇몇 아프리카 사회와 같은 인간 집단에서 성인 젖당 흡수를 위한 유전자형이 널리 퍼진 것이다. 락테이스 지속성이 있는 지역에서는, 동물을 길들이면서 우유 공급원이 이용 가능하게 되었고, 따라서 스칸디나비아 인구의 락테이스 지속성에 대한 강력한 선택이 일어날 수 있다고 믿으며, 추정된 선택 계수는 0.09-0.19였다. 이것은 육류를 위해 소를 먼저 기르고 우유를 위해 나중에 소를 기르는 문화적 관행이 젖당 소화를 위한 유전적 특성을 선택하도록 이끌었다는 것을 암시한다. 최근, 인간 게놈에 대한 자연 선택의 분석은 문명이 지난 10,000년 동안 인간의 유전적 변화를 가속화시켰다는 것을 암시한다.

## 문화적 집단 선택
집단 선택은 일반적으로 유전적 진화에서 존재하지 않거나 중요하지 않은 것으로 생각되지만, DIT는 문화적 유전의 특성으로 인해 문화적 진화에서 중요한 힘이 될 수 있다고 예측한다. 순응적 편향으로 인해 새로운 문화적 특성이 인구 전체에 퍼지기 어렵기 때문에 집단 선택은 문화적 진화에서 발생한다. 순응주의적 편향은 또한 그룹 간의 차이를 유지하는 데 도움이 된다. 유전자 전달에서 드문 이 두 가지 특성은 그룹 선택이 작동하는 데 필요하다.